# عزیزآباد (رومشکان)
عزیزآباد روستایی در دهستان سوری بخش سوری شهرستان رومشکان استان لرستان ایران است.

## جمعیت
بر پایه سرشماری عمومی نفوس و مسکن در سال ۱۳۹۵ جمعیت این مکان ۶۸۴ نفر (۱۹۱خانوار) بوده‌است.